# Augustine Henry
Augustine Henry (Dundee, Escócia, 2 de julho de 1857 — 1930)  foi um horticultor e sinologista irlandês.  
É mais conhecido  por ter enviado cerca de 15 milhares de espécimes secos e sementes, e 500 amostras de plantas para os  Jardins Botânicos Reais de Kew, na Inglaterra.  Em 1930  já era uma autoridade reconhecida e honrado como membro de várias sociedades científicas na Bélgica, Tchecoslováquia, Finlândia, França e Polônia.  Em 1929, o Instituto Botânico de Pequim dedicou-lhe o segundo volume de  Icones et plantarum Sinicarum, uma coleção de plantas e desenhos.